# Гроза-3
Гроза-3 (бел. Навальніца-3) — белорусский комплекс для защиты стратегических объектов от мультикоптеров, разработанный ОАО «КБ Радар» в рамках серии систем РЭБ «Гроза».
Предназначен для защита стратегических объектов от гражданских мультикоптеров серийного производства DJI Phantom 2, 3, 4; Inspire; Mavic; Matrice; Walkera Voyager 3 и т.п. Комплекс обеспечивает зону обнаружения с радиусом не менее 500 – 1000 м от центра охраняемого объекта, зону блокировки полета мультикоптеров с радиусом не менее 300 – 500 м; обнаружение и пеленгацию наземных пунктов управления БПЛА (местонахождение оператора). В состав входит обнаружител (радиопеленгатор), два постановщика помех каналам управления мультикоптерами (каналы 1, 2), два постановщика помех системам GPS и ГЛОНАСС (каналы 3, 4), оптико-электронный модуль и кейс-контейнер для размещения комплекта радиооборудования.